# Замульта
Замульта ― посёлок в Верх-Уймонском сельском поселении, Усть-Коксинский район (аймак), Республика Алтай, Россия.

## Расположение
Посёлок Замульта расположен на окраине Уймонской долины и в начале Катунского хребта. Дома стоят на правом берегу реки Мульты, в километре от одноимённого села на другом берегу — неподалёку от её устья при впадении в Катунь, почти на самой границе с Казахстаном. Здесь практически отсутствуют асфальтированные дороги, почти все они ― грунтовые.
Расстояние до районного центра (Усть-Кокса): 28 км. Расстояние до областного центра (Горно-Алтайск): 198 км. Расстояние до Москвы: 3498 км.
Улицы
В селе 6 улиц: улица Зеленая, Майская, Новая, Проточная, Бирюзовая и Центральная.
Ближайшие населённые пункты:
Мульта 1 км, Нижний Уймон 3 км, Полеводка 5 км, Маргала 8 км, Чендек 9 км, Маральник 1-й 10 км, Горбуново 11 км, Тихонькая 12 км, Теректа 14 км, Катанда 14 км, Ойбок 14 км, Верхний Уймон 16 км, Октябрьское 18 км, Гагарка 21 км, Курунда 21 км, Кастахта 22 км, Тюнгур 24 км, Баштала 25 км, Кучерла 25 км, районный центр Усть-Кокса 27 км, Берёзовка 31 км.
Расстояние:
до районного центра Усть-Кокса 27 км;
до областного центра Горно-Алтайск 198 км;
до Барнаул 599 км.

## История
Название поселка Замульта, а также реки и горы в Республике Алтай, топонимика связывает с алтайским понятием «сымыл, сумульта» ― род, потомство, орда. 
Часто путешественники путают два населенных пункта: Мульта и Замульта, так как они расположены рядом, у них общая торговая сеть. Село Мульта находится на одной стороне реки Мульта, тогда как Замульта ― на противоположном берегу, в стороне от дороги, в поселке идет более спокойная и тихая размеренная жизнь.
Там сохранилась атмосфера старой жизни, посёлок представляет собой неофициальный центр старообрядческого уклада. Предки селян пришли на это место в XVIII веке из центральной России, где они жили в деревне, стоявшей на нижегородской реке Керженец, поэтому их называли кержаками.
Многие жители Замульты и сегодня являются старообрядцами-беспоповцами, не признают ни обрядов православной церкви, ни священников, молятся только на собраниях общины.
На въезде в Замульту на пригорке стоит деревянная церковь Илии Пророка (Ильинская старообрядческая церковь). Часть старообрядцев тихой Замульты не признает «поповскую» церковь, в основном, туда приходят верующие из других сел, но некоторые жители перекрестились в поповцев «белокриницкого согласия».

## Общие сведения
Жители Замульты разводят в хозяйствах крупный рогатый скот, овец, птицу. Уклад жизни кержаков, установленный веками, почти не изменился: люди занимаются разведением скота, сажают в огородах овощи, держат пчел на пасеках, также отвергают алкоголь и табак, пьют чай с травами. Самым главным остается то, что община сохранила приверженность традициям: и в 21 веке по-прежнему собираются староверы на собрания, где ведутся службы по старинным старообрядческим книгам.
В посёлке есть телевидение ― 20 каналов в цифровом вещании.

## Население
| 2010 | 2011 | 2012 | 2013 | 2014 | 2015 | 2016 |
| ---- | ---- | ---- | ---- | ---- | ---- | ---- |
| 213  | →213 | ↗239 | ↘221 | ↘215 | →215 | ↘212 |

## Туризм
В районе разработаны туристические маршруты, в которые включено село как образец старообрядческого уклада.
Достопримечательностью посёлка является гора Филаретка. В начале прошлого столетия там проживал Филарет, ушедший от мирской жизни и живший в кедровой келье на горе. По рассказам старожилов, старец лечил приходящих к нему людей. До сих пор туда совершают паломничество местные жители.
Поселок Замульта (так же, как и Мульта) ― последний островок цивилизации перед маршрутом, по которому проходит основной поток туристов, направляющихся на Мультинские озера и в Уймонскую долину.
Возле поселка Замульта находится несколько баз отдыха:
- База отдыха «Мультинское раздолье». Экзотичная шестиугольная юрта из дерева, двухэтажный гостевой домик с мебелью ручной работы, баня, стоянка для автомобилей, горы и девственная тайга, и несколько экскурсионных маршрутов, как конных, так и пешеходных. Есть интернет и спутниковое телевидение.
- Гостевой дом «Алтайские встречи».
- База отдыха «Уймонская жемчужина».
- Усадьба «Сказка».
- Туркомплекс «Братья Боровиковы».
- База отдыха "Медуница"
- Гостевой комплекс «Мультинские озера» и другие.

Туристические услуги включают в себя комфортабельные места для отдыха, маршруты на Мультинские озера, по Уймонской долине, поездки к мараловодам, пантовые ванны и другие.